# Ледовый дворец спорта имени И. Х. Ромазана
Дворец спорта им. И. Х. Ромаза́на (ДС) — бывший ледовый дворец, в настоящее время — дворец спорта в г. Магнитогорске.
Расположен в прибрежно-парковой зоне правобережной части (пересечение проспекта Ленина и улицы Сталеваров).
В ЛДС с 1991 по 2006 годы проводила свои домашние матчи хоккейная команда «Металлург» (Магнитогорск).

## История
Проект ледового поля и холодильной станции замораживания льда выполнен Магнитогорским Гипромезом в 1985. Здание запроектировано институтом «Магнитогорскгражданпроект» в 1986—1988. Авторы архитектурно-планировочного и объемного решения комплекса — архитекторы В. С. Пономарев и В. Ю. Рычкова. Рабочее проектирование велось большой группой инженеров-проектировщиков во главе с Г. Н. Корниловым.
Введен в строй в 1990. В 1991 Ледовому Дворцу присвоено имя генерального директора ММК Ивана Харитоновича Ромазана.
В августе 1997 году рядом с основным Ледовым дворцом был открыт детский Ледовый дворец.
В 2006 г. после окончания строительства ДС "Арена Металлург" холодильные установки были демонтированы, заблокированы переходы в детский ледовый дворец, а здание передано в муниципалитет. Кроме баскетбольных матчей, проводятся массовые городские мероприятия. В 2007 и 2009 гг. проводился рок-фестиваль "Арт-Платформа".

## Адрес
- 455000, Россия, г. Магнитогорск, пр. Ленина, 97.